# Prem Tinsulanonda
Prem Tinsulanonda (in thai เปรม ติณสูลานนท์; Songkhla, 26 agosto 1920 – Bangkok, 26 maggio 2019) è stato un politico e generale thailandese, primo ministro della Thailandia dal marzo 1980 all'agosto 1988.
Pose fine all'insurrezione comunista e portò il paese all'accelerazione della crescita economica. Come presidente del Consiglio Privato, servì come reggente del paese dalla morte del re Bhumibol Adulyadej, avvenuta il 13 ottobre 2016, alla proclamazione del re Vajiralongkorn, il 1º dicembre 2016. Con 98 anni di età, Prem fu il Primo ministro thailandese più longevo.
Durante la crisi politica thailandese della metà degli anni 2000, fu accusato dal deposto Primo ministro Thaksin Shinawatra e dai suoi sostenitori della creazione del governo successivo al colpo di Stato del 2006, nonché della nomina della legislatura post-golpe e del governo ad interim guidato da Surayud Chulanont. La giunta militare che aveva deposto Thaksin negò che Prem avesse avuto un ruolo politico importante.
Prem, come presidente del Consiglio Privato, promosse le ideologie e i progetti reali di re Bhumibol Adulyadej, sebbene a volte si rappresentasse come la voce del sovrano. Esortò la società thailandese a seguire il consiglio del re e lui stesso fondò diversi progetti legati all'istruzione, alla repressione del consumo di droga, alla lotta alla povertà e all'unità nazionale. Nato nel sud del paese, Prem affrontò personalmente il tentativo di risolvere l'insurrezione nella Thailandia del Sud.

## Primi anni di vita, formazione e carriera militare e politica

Prem nel 1959.

Prem Tinsulanonda nacque a Songkhla, nella provincia di Songkhla, nel sud della Thailandia, il 26 agosto 1920. Era figlio di Luang Winittantagum (Bueng Tinsulanonda) e Odd Tinsulanonda e aveva sette fratelli. Suo padre era il direttore della prigione di Songkhla e Prem sosteneva scherzosamente di aver passato la maggior parte della sua infanzia in prigione.
Frequentò la scuola secondaria Maha Vajiravudh a Songkhla e poi la scuola Suankularb Wittayalai a Bangkok. Nel 1941 entrò nell'Accademia del Reale esercito thailandese. Combatté nella seconda guerra mondiale, contro l'insurrezione comunista in Thailandia e nella guerra franco-thailandese ed ebbe una brillante carriera.
Nel 1959 entrò in politica come membro del Comitato di redazione della Costituzione. Fu senatore dal 1968 al 1971 e deputato dal 1972 al 1973. Nel 1976 venne nominato consigliere del Primo ministro Thanin Kraivichien. Nel governo di Kriangsak Chomanan fu viceministro dell'interno dal 1977 al 1978 e ministro della difesa dal 1979 al 1986.
Il generale Prem è noto per aver avviato i negoziati con i membri del Partito Comunista della Thailandia. Di conseguenza, fu dichiarata un'amnistia e molti comunisti - compresi ex dimostranti studenteschi - poterono tornare a casa. Questo contribuì a porre fine agli scontri tra governo e guerriglieri comunisti negli anni '80.

## Primo ministro della Thailandia

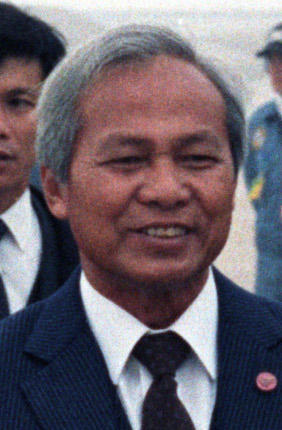
Prem Tinsulanonda in visita di Stato negli Stati Uniti d'America il 14 aprile 1984.

Dopo che nel 1980 Kriangsak Chomanan andò in pensione, Prem fu scelto per succedergli come Primo ministro. Guidò tre gabinetti e spesso spostò i partner della coalizione.

### Tentativi di golpe
Dal 1º aprile 1981, un gruppo di colonnelli dell'esercito noto come "i giovani turchi" lanciò un tentativo di colpo di Stato a Bangkok. Prem scortò il re e la regina a Nakhon Ratchasima e iniziò a negoziare con i leader del golpe. Il 3 aprile, i principali leader decisero di porre fine al loro tentativo di colpo di Stato che venne quindi definito "golpe del pesce d'aprile". Ad alcuni fu permesso di rifugiarsi all'estero.
Un altro tentativo di colpo di Stato ebbe luogo il 9 settembre 1985. I suoi leader erano stati coinvolti nel precedente tentativo di golpe di quattro anni prima. Divenne violento quando i ribelli spararono contro i centri di informazione del governo, uccidendo un giornalista australiano e il suo tecnico del suono americano. Il tentativo di golpe fu sostenuto da Ekkayuth Anchanbutr, un uomo d'affari che era fuggito dal paese dopo che il governo di Prem aveva emesso una nuova legislazione contro i crimini finanziari. Nel tardo pomeriggio dello stesso giorno, i ribelli si arresero al governo. La maggior parte dei suoi leader, incluso Ekayuth, fuggirono all'estero.

### Tentativi di omicidio
Prem fu l'obiettivo di almeno quattro tentativi di omicidio nel 1982. L'indagine riguardava ufficiali militari che erano tra i leader del colpo di Stato del 1981 ed ex comunisti che si opponevano alla politica di amnistia e pacificazione di Prem. Questo divenne uno dei pretesti rivendicati dai leader del colpo di Stato del 1991.

### Negoziazione con insorti comunisti

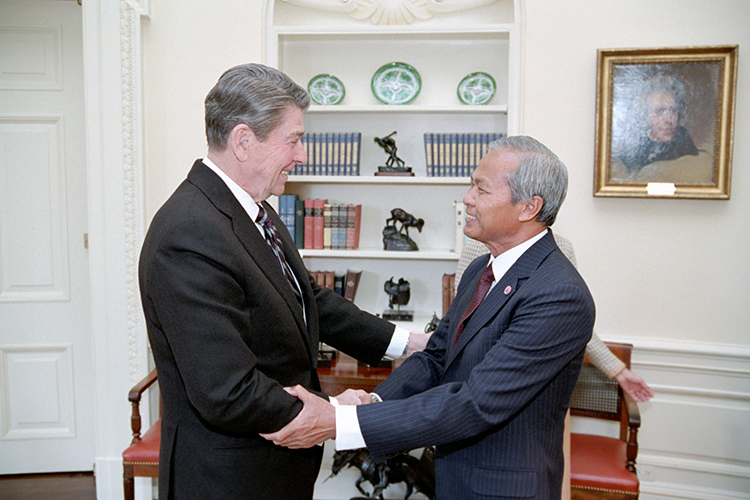
Il presidente Ronald Reagan durante una visita di lavoro del premier thailandese Prem Tinsulanonda nello Studio Ovale nel 1984.

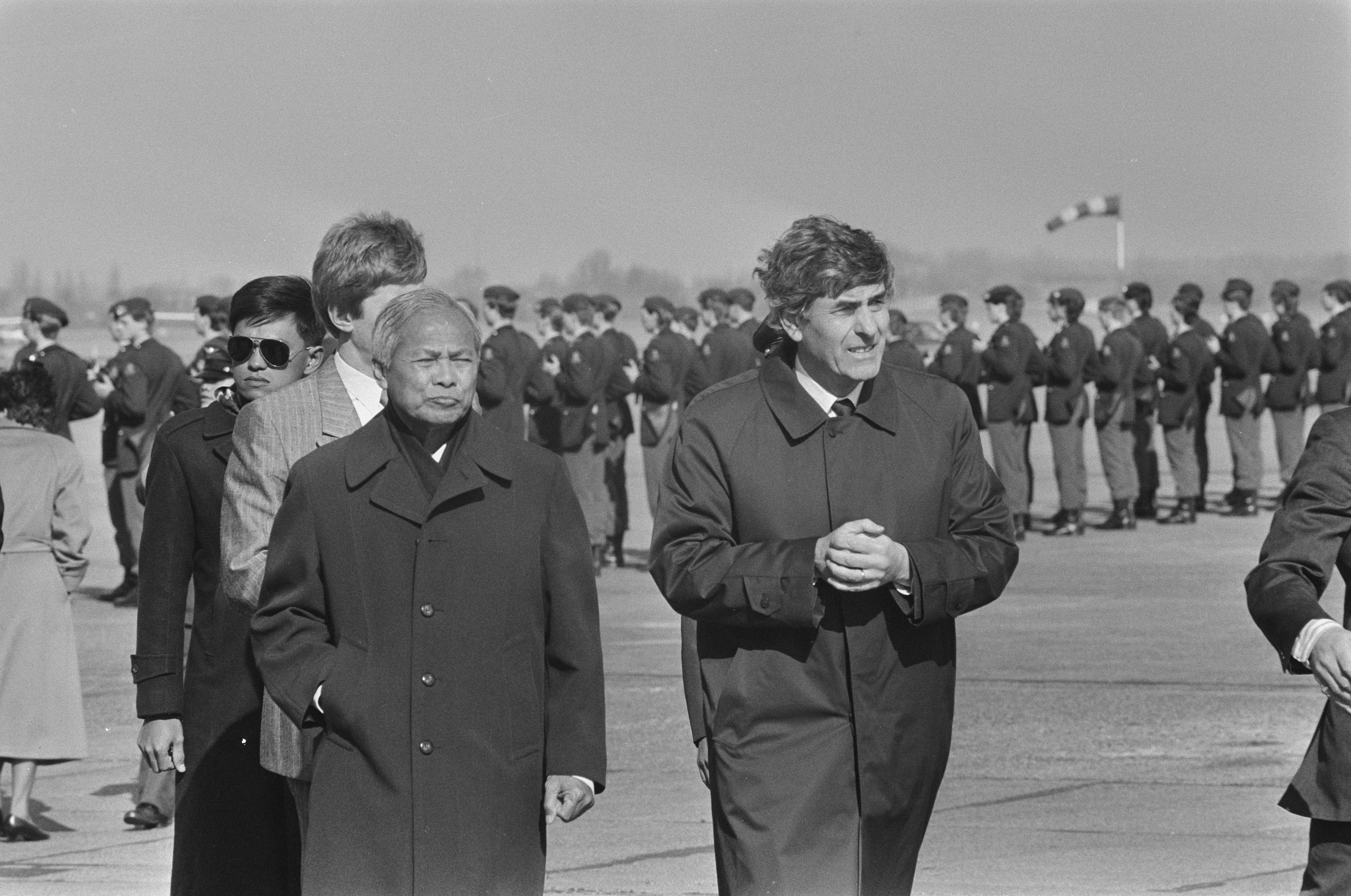
Prem con il Primo ministro dei Paesi Bassi Ruud Lubbers] il 10 marzo 1987.

Gli insorti comunisti in Thailandia, principalmente guidati dal Partito Comunista della Thailandia, iniziarono la loro lotta armata negli anni '60. Dopo la repressione di una manifestazione studentesca all'Università di Thammasat nell'ottobre del 1976, le attività comuniste nelle campagne nel nord-est del paese aumentarono man mano che gli studenti fuggivano per unirsi al partito. Negli anni '80, Prem iniziò a cambiare la sua politica nei confronti degli insorti comunisti. In precedenza, mandò i suoi uomini in Cina, per convincere il governo a smettere di sostenere i comunisti thailandesi. La Cina accettò. La nuova politica di Prem offriva l'amnistia a tutti gli insorti, legalmente chiamati "terroristi comunisti". Di conseguenza, migliaia di ex studenti che erano fuggiti nella giungla lasciarono le fortezze comuniste.

## Consigliere privato e statista

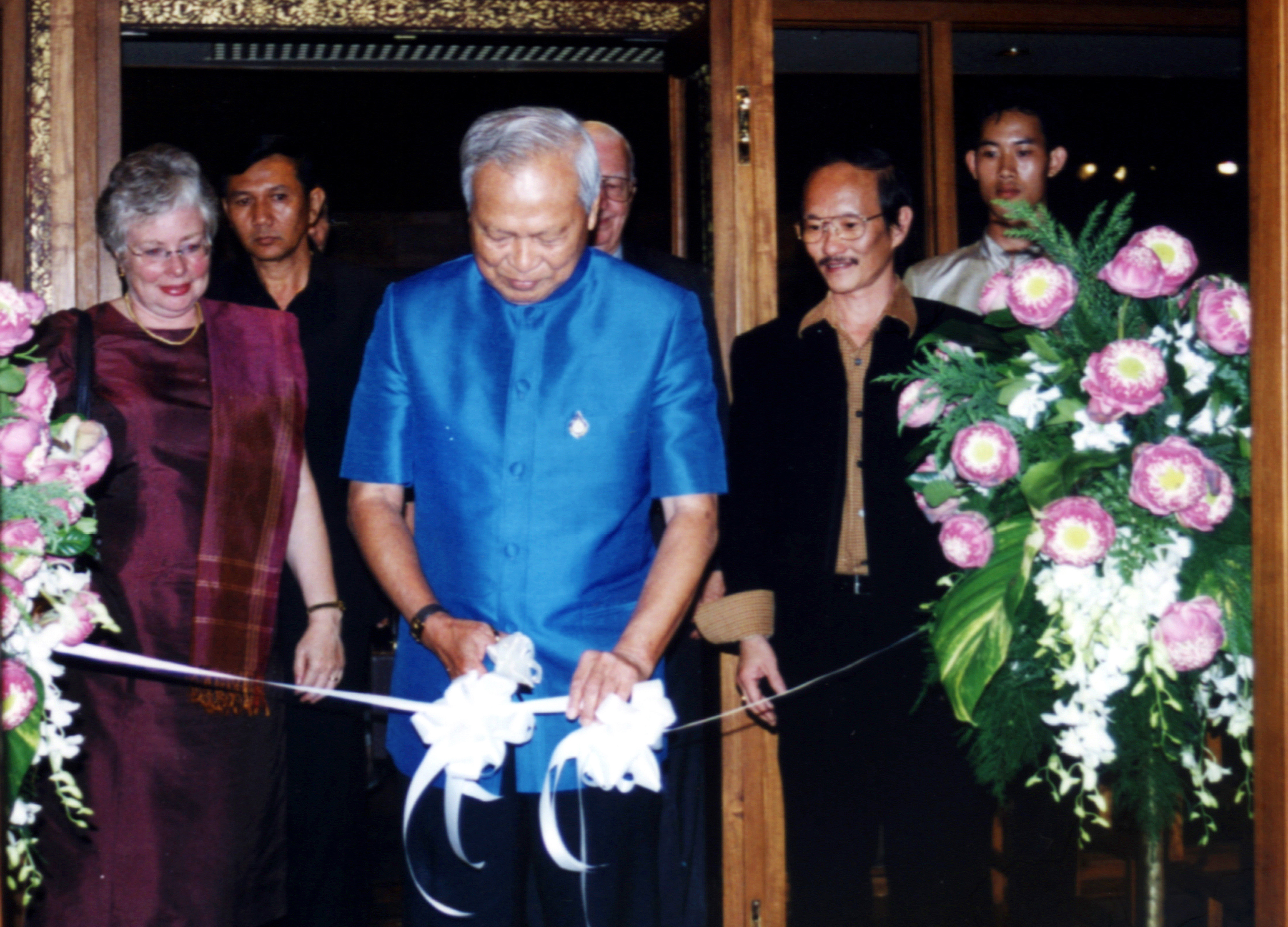
Prem come presidente del Consiglio Privato.

A causa di disordini politici nel 1988, Prem sciolse il Parlamento e convocò le elezioni generali. Dopo di queste, i leader dei partiti politici vincitori chiesero a Prem di continuare la sua premiership ma egli si dimise comunque. Di conseguenza, Chatichai Choonhavan, capo del Partito Nazione Thai, fu scelto come nuovo Primo ministro.
Il 29 agosto 1988 Prem ricevette il titolo di statista. In Thailandia esso viene assegnato a una persona che ha ricoperto posizioni importanti nel governo e che ha svolto funzioni ufficiali con integrità e fedeltà alla nazione, alla religione e alla monarchia. Fu il secondo a riceverlo dopo Pridi Banomyong.
Il 4 settembre 1998 venne nominato presidente del Consiglio Privato, organo istituzionale che riunisce i consiglieri del re di Thailandia. In questo ruolo succedette a Sanya Dharmasakti.
Durante il maggio nero, la sanguinosa crisi politica del maggio del 1992, Prem avrebbe avuto un ruolo cruciale nel porre fine alla repressione militare delle manifestazioni, consultando il re Bhumibol Adulyadej per porre fine alla violenza e ai bagni di sangue.

## Attività educative
Prem fu attivamente coinvolto in molte organizzazioni benefiche, tra cui la Fondazione Prem. Istituì inoltre la Prem Tinsulanonda International School che aprì nell'agosto del 2001 nella provincia di Chiang Mai. Il campus copre 360.000 m2 e il corpo studentesco conta oltre 400 persone, con più di 36 nazionalità rappresentate.

## Esplosione del marzo 2006: antagonismo di Prem-Thaksin
I conflitti tra Prem e il governo di Thaksin Shinawatra erano evidenti dal 2005, sebbene Prem non avesse mai menzionato Thaksin nei suoi discorsi. Prem, ancora influente nelle forze armate, divenne critico dell'interferenza di Thaksin nella promozione dei comandanti. La scelta degli ufficiali militari, in quanto funzionari pubblici, dovrebbe essere libera da macchinazioni politiche. Tuttavia, Thaksin nominò il suo primo cugino, il generale Chaiyasith Shinawatra, come capo dell'esercito, una posizione che non avrebbe mai potuto ottenere altrimenti. Thaksin e i suoi sostenitori reagirono immediatamente contro ciò che definirono "un'intromissione [di Prem] fuori dalla Costituzione nella politica thailandese".
Il 9 marzo 2006 esplose una piccola bomba fuori dalla residenza di Prem a Bangkok. Due persone, tra cui un turista britannico di passaggio, rimasero leggermente ferite. La polizia disse che il dispositivo era stato nascosto sotto una panchina di pietra vicino a una cabina di sicurezza non occupata all'ingresso della residenza. Le guardie in quel momento erano all'interno della residenza. Tre auto parcheggiate nelle vicinanze furono danneggiate dall'esplosione. Il Primo ministro Thaksin Shinawatra negò di essere coinvolto nell'attacco.

## Ruolo nella crisi politica e colpo di stato del 2006
Prem si ritrovò ad essere protagonista della crisi politica thailandese del 2005-2006. In una serie di conferenze pubbliche, aveva criticato i tentativi dei politici di stringere la presa sull'esercito, esortando il pubblico a resistere alla corruzione e agli interessi acquisiti. Alcuni commentatori dedussero che Prem stava criticando il Primo ministro Thaksin Shinawatra e la sua amministrazione.
Nel giugno del 2006, Thaksin tenne un discorso controverso ai funzionari nel quale sostenne che "l'intervento di un potere extra-costituzionale, stava cercando di danneggiare il suo governo". I sostenitori di Thaksin presumevano che quella figura fosse Prem, sebbene lo stesso Thaksin non menzionò alcun nome.
Dopo il colpo di stato militare del settembre 2006, i sostenitori di Thaksin accusarono Prem di essere la mente dietro al colpo di stato contro Thaksin. Prem aiutò Surayud Chulanont, un altro membro del Consiglio Privato, a ottenere la nomina a Primo ministro e presumibilmente ebbe voce in capitolo nella nomina del gabinetto di Surayud. I critici affermarono infatti che il gabinetto era pieno di "ragazzi di Prem".
In un'intervista pubblicata all'inizio del 2006, Prem spiegò la sua visione di una peculiare democrazia in stile thailandese in cui il monarca rimane il difensore ultimo dell'interesse pubblico e mantiene il controllo delle forze armate. Prem usò una metafora equestre per descrivere i ruoli relativi del monarca, del Primo ministro e dell'esercito: "Nelle corse dei cavalli ci sono la stalla e il proprietario della scuderia che possiede il cavallo, il fantino arriva e guida il cavallo durante la corsa, ma il fantino non possiede il cavallo, è molto facile [da comprendere]".
La questione della responsabilità di Prem sul colpo di Stato e sulla formazione della successiva giunta fu fortemente contestata. Un portavoce del Consiglio militare dichiarò che Prem non era dietro al golpe. Il tenente generale della polizia thailandese, Theeradech Rodphot-hong, capo della sezione speciale, ammonì che qualsiasi procedimento legale sarebbe improprio in quanto questo avrebbe potuto coinvolgere il re in un conflitto politico. Invitò gli attivisti a rinunciare alla loro campagna perché avrebbero potuto creare conflitti all'interno del paese.

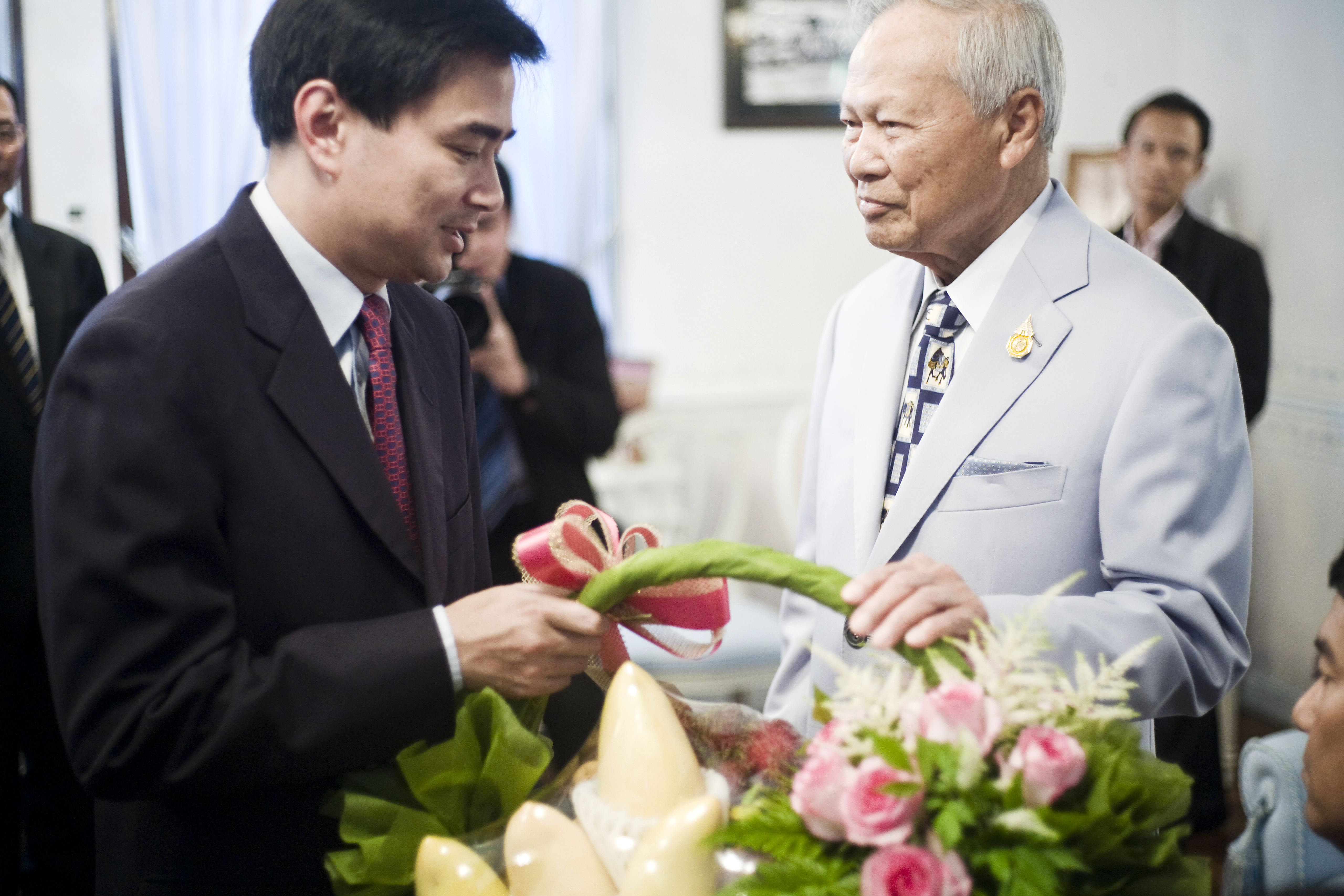
Prem con il premier tailandese Abhisit Vejjajiva nel 2009.

Il 22 luglio 2007, migliaia di manifestanti, in maggioranza sostenitori di Thaksin, protestarono davanti alla casa di Prem, chiedendogli di dimettersi. Quando la manifestazione esplose in violenza, la polizia la represse e arrestò diversi leader, tra cui un commissario interinale per i diritti umani e un ex giudice, entrambi ex membri del partito politico del deposto Primo ministro Thaksin. Successivamente, il capo della giunta Sonthi Boonyaratklin visitò Prem per scusarsi delle proteste a nome del governo. Il giorno dopo, il primo ministro Surayud Chulanont, insieme a 34 membri del suo gabinetto, si recò a casa di Prem per scusarsi di non aver garantito la pace. Surayud accusò i manifestanti di aver cercato di abbattere la più alta istituzione del paese dopo il re. Il portavoce del governo Yongyuth Mayalap disse che Prem negò categoricamente le accuse dei manifestanti di essere dietro il colpo di stato militare. Secondo Yongyuth, Prem disse che le accuse erano ripetitive, infondate e provocatorie.
Prem prese anche in considerazione l'avvio di un'azione legale contro il Thai Rak Thai per diffamazione. Una fonte vicina a lui disse che Prem aveva raccolto le prove e avrebbe potuto presentare accuse di diffamazione contro nove membri del fronte anti-golpe. Prem continuò a esercitare una notevole influenza sui militari. Il ministro dell'interno Aree Wongarya e il suo vice Banyat Chansena il 1º agosto 2007 ebbero un colloquio con Prem nella sua residenza. Durante l'incontro Prem fornì consigli per risolvere l'insurrezione nella Thailandia del Sud e fornire assistenza ai famigliari delle vittime in conformità con la campagna del governo "Sarn Jai Thai Su Jai Tai".
Nel riassumere l'eredità di Prem, un editoriale del giornale Nation intitolato "Prem non era amico del popolo", scrisse che "l'eredità di Prem sarà quella di aver ispirato i vertici militari a mantenere la loro forte influenza in politica e far diminuire la democrazia in Thailandia".

## Prem e le proteste nell'aprile del 2009 dei sostenitori di Thaksin
Durante le proteste di massa dei sostenitori di Thaksin, che si erano uniti nel Fronte Unito per la Democrazia contro la Dittatura, Thaksin iniziò a menzionare pubblicamente il nome di Prem. I leader del Fronte insultarono aspramente Prem per essersi immischiato nella politica, definendolo un ammatya, o "fantoccio reale" o "aristocratico", e una minaccia per la democrazia poiché non era mai stato eletto democraticamente ma era stato nominato dal re. Prem non rispose a questi attacchi.

## Reggenza

Stendardo da Reggente della Thailandia

Alla morte del re Bhumibol Adulyadej, Prem, all'età di 96 anni, divenne reggente del regno in quanto il principe ereditario Vajiralongkorn aveva chiesto un periodo di lutto prima di essere proclamato re. Per la durata della reggenza di Prem, il Consiglio Privato nominò Thanin Kraivichien come suo presidente ad interim.

## Vita personale
Prem era celibe e in un'occasione si definì "sposato" con l'esercito.

## Morte e funerale
Morì all'ospedale Phramongkutklao di Bangkok alle 9.09 del 26 maggio 2019 all'età di 98 anni per insufficienza cardiaca.